# Ваган (Рудо)
Ваган је насељено мјесто у општини Рудо, Република Српска, БиХ. Према попису становништва из 1991. у насељу је живјело 75 становника.

## Географија
У Вагану постоји црква-брвнара из 1672. године. Задњи пут црква је прерађена 1816., чији тадашњи изглед је и дан-данас задржан. Црква нема струју, пут ни воду. Залагањем мјештана Вагана, Раковића, Божовића, Ђуровића покренуто је низ акција да и ова црква, која је најстарији вјерски објекат у општини Рудо, добије заслужено мјесто у вјерској и туристичкој карти источне Босне. У том смислу подржано институцијом Републичког завода за културно-историјско и природно насљеђе, братство Манастира Светог Николаја из Добрунске Ријеке покренуло је акцију великих размјера како би овај комплес цркве у Вагану био третиран као и сви други храмову у Српској православној цркви.

## Становништво
Према попису становништва из 1991. године, мјесто је имало 75 становника. Сви становници су били Срби.
| Демографија | Демографија | Демографија |
| Година      | Становника  | Становника  |
| ----------- | ----------- | ----------- |
| 1991.       | 75          |             |